# Bukit Damaklaut
Bukit Damaklaut är en kulle i Indonesien.   Den ligger i provinsen Aceh, i den västra delen av landet, 1 600 km nordväst om huvudstaden Jakarta. Toppen på Bukit Damaklaut är 190 meter över havet.
Terrängen runt Bukit Damaklaut är varierad. Runt Bukit Damaklaut är det ganska tätbefolkat, med 192 invånare per kvadratkilometer. I omgivningarna runt Bukit Damaklaut växer i huvudsak städsegrön lövskog.